# Srednja vas v Bohinju
Srednja vas v Bohinju (IPA: [ˈsɾeːdnja ˈʋaːs w bɔˈxiːnju]) è un insediamento (naselje) di 416 abitanti, della municipalità di Bohinj nella regione statistica dell'Alta Carniola in Slovenia.